# Волчанский уезд
Волчанский уезд — административно-территориальная единица Харьковской губернии Российской империи. Административный центр — город Волчанск.

## История
- 1780 год — уезд был образован по указу императрицы Екатерины II от 25 апреля в составе Харьковской губернии путём преобразования Богодуховского комиссарства.
- 1796 год — по указу императора Павла I от 12 декабря вошёл в состав обновлённой Слободско-Украинской губернии.
- 1835 год — название губернии изменено на Харьковскую.
- 1923 год — после административной реформой уезд был ликвидирован с образованием Волчанского района.

## Население
По переписи 1897 года население уезда составляло 166 787 человек, в том числе в городе Волчанск — 11 020 жителей.

### Национальный состав
Национальный состав по переписи 1897 года:
- украинцы (малороссы) — 124 746 чел. (74,8 %),
- русские — 41 740 чел. (25,0 %),

| Год  | Численность | Численность |
| ---- | ----------- | ----------- |
| 1860 | 80 355      | [ 3 ]       |
| 1897 | 166 787     | [ 4 ]       |
| 1917 | 232 000     | [ 5 ]       |

## Символика
Герб волости описывается следующими словами: «Бегущий волк в голубом поле означающий имя сего города» (см. также Герб Волчанска).

## Административное деление
В 1913 году в уезде было 14 волостей:
| - Бело-Колодезская — сл. Белый Колодезь, - Велико-Бурлуцкая — сл. Великий Бурлук, - Волоховская — сл. Волоховка, - Волчанская — г. Волчанск, - Графско-Сельская — с. Графское, - Козинская — сл. Козинка, - Николаевская 1-я — сл. Николаевка 1-я, | - Николаевская 2-я — сл. Николаевка 2-я, - Ново-Бурлуцкая — сл. Новый Бурлук, - Ольховатская — сл. Ольховатка, - Печенегская — сл. Печенеги, - Старо-Салтовская — сл. Старо-Салтов, - Хотомлянская — с. Хотомля, - Шиповатская — сл. Шиповатое, |